# 게이포페이
게이포페이(영어: Gay-for-pay)는 이성애자인 남성이나 여성이 경제적 및 직업적으로 동성애자처럼 활동하는 것을 의미한다. 1990년대에 주류 영화 및 텔레비전 배우들은 게이 및 레즈비언에 대한 수용이 증가함에 따라 동성애를 더 묘사했다.
게이 포르노그래피에서는 게이포페이라는 용어는 돈이나 성적인 이득을 위해 동성 성행위를 하는 배우를 지칭한다.

## 같이 보기
- 헤테로플렉시블
- 잠재된 동성애